# Rue du Capitaine-Paul-Escudié
Pour les articles homonymes, voir Escudié.
La rue du Capitaine-Paul-Escudié (en occitan : carrièra del Capitani Paul Escudièr) est une voie de Toulouse, chef-lieu de la région Occitanie, dans le Midi de la France.

## Situation et accès

### Description
La rue du Capitaine-Paul-Escudié est une voie publique de Toulouse. Elle se trouve dans le quartier des Chalets, dans le secteur 1 - Centre.
La chaussée compte une seule voie de circulation automobile en sens unique, de la rue des Chalets vers la rue du Printemps. Elle appartient à une zone 30 et la vitesse y est limitée à 30 km/h. Il n'existe pas de bande, ni de piste cyclable, quoiqu'elle soit à double-sens cyclable.

### Voies rencontrées
La rue du Capitaine-Paul-Escudié rencontre les voies suivantes, dans l'ordre des numéros croissants (« g » indique que la rue se situe à gauche, « d » à droite) :
1. Rue des Chalets
2. Rue Claire-Pauilhac
3. Impasse du Capitaine-Paul-Escudié (g)
4. Rue Saint-Dominique (g)
5. Rue Robert-Borios
6. Rue du Printemps

## Odonymie
Le 30 novembre 1945, le conseil municipal donna à la rue le nom du capitaine Paul Escudié (1905-1944). Originaire de Sainte-Eulalie, dans l'Aude, il s'installe à Toulouse où il étudie à l'Institut d'électro-technique (actuelle École nationale supérieure d'électrotechnique, d'électronique, d'informatique, d'hydraulique et des télécommunications, no 4 boulevard du Professeur-Léopold-Escande) : diplômé en 1926, il devient ingénieur électricien. Pendant la Seconde Guerre mondiale, il s'engage dans la Résistance. Il adhère en particulier au groupe « Matabiau » de l'Armée secrète (AS), où il a rang de capitaine. Il est tué le 19 août 1944, lors des combats pour la Libération de Toulouse.
La première partie de la rue, entre la rue des Chalets et la rue Claire-Pauilhac, percée en 1871, a d'abord porté le nom de rue Picard, qui lui venait de la famille qui était propriétaire du terrain qui avait servi à l'assiette de la rue. En 1878, la deuxième partie de la rue, tracée à travers les terrains du pépiniériste Pierre-Gustave Béteille, reçut le nom de Gravelotte, en souvenir de la bataille de ce nom, livrée le 18 août 1870 entre les troupes françaises et prussiennes lors de la guerre franco-allemande. En 1887, le nom de Gravelotte fut étendu à la première partie de la rue, qu'elle conserva jusqu'en 1945.

## Patrimoine et lieux d'intérêt
- no  3 : immeuble (deuxième quart du XXe siècle, Édouard Linou)[5].
- no  11 ter : maison (1910, Georges Masquet)[6].

## Personnalité
- Victor Magnien (1879-1952) : helléniste, professeur à la faculté des lettres, il habite durant l'entre-deux-guerres dans un appartement de la rue de Gravelotte (actuel no 14).